# Чорнобай
Чорноба́й — селище в Золотоніському районі Черкаської області, центр Чорнобаївської селищної громади.
Селище розташоване за 20 км на схід від станції Золотоноша I, за 49 км від обласного центру (м. Черкаси).

## Географія і клімат

Ірклій у Чорнобаї

Чорнобай розташований на Придніпровській низовині на річці Ірклій за 22 км на схід від залізничної станції Золотоноша і за 52 км від обласного центру — міста Черкаси. Клімат — помірно континентальний. Пересічна температура січня -6°С, липня +24°С. Опадів — 488 мм на рік. Найпоширеніший тип ґрунтів — чорноземи звичайні. Гідрографічна мережа представлена річкою Ірклій.

## Населення
Населення 7 311 осіб станом на 1 липня 2015 року (у 1972 — 6 600, у 2007 — 7 911). Селищній раді підпорядковане село Савківка.
На території селища також проживають представники інших національностей: азербайджанці, білоруси, вірмени, грузини, латиші, молдовани, поляки, росіяни, угорці, чехи.

### Мова
Рідна мова населення за даними перепису 2001 року:
| Мова            | Кількість | Відсоток |
| --------------- | --------- | -------- |
| українська      | 8070      | 97.66 %  |
| російська       | 158       | 1.91 %   |
| вірменська      | 13        | 0.16 %   |
| білоруська      | 9         | 0.11 %   |
| румунська       | 4         | 0.05 %   |
| інші/не вказали | 9         | 0.11 %   |
| Усього          | 8263      | 100 %    |

## Назва
Назва «Чорнобай» означає, очевидно, прізвище одного з перших поселенців. Імовірно це прізвище татарського походження (бай, в тюркських мовах, багатій, пан).
Протягом часу існування село мало кілька назв: перша — Слобідка, друга — Чернобаї, Чорнобаєве, Чорнобаївське, Чорнобай, третя — Дараганщина по імені сотника Кропивнянської сотні Дарагана, але ця назва за населенням не прижилася. За селищем закріпилась назва Чорнобай, а Дараганщиною називається околиця селища.

## Історія
Селище Чорнобай виникло на початку XVIII століття, як слобода заселена козаками Кропивнянської сотні Переяславського полку. В перших документах Чорнобай згадується 1721 року.
Під час перепису маєтностей Переяславського полку в 1729—1731 роках згадується: «На полі Канівському», як слобода, заселена переважно мешканцями містечка Великі Канівці, переселенцями з Кропивни[уточнити], Чехівки, Мельників з Ніжинського полку. Крім того, не мало людей тут було осаджено ченцями Києво-Печерського монастиря. Відомості по належність Києво-Печерській лаврі Чорнобаївської Слобідки відносяться до 1720 року. Тоді Чорнобай належав до Чехівської волості, що йшла на гетьманську булаву, тобто, відбувала повинності на двір гетьмана.
За даними Генерального опису Лівобережної України 1765—1769 років у Чорнобаї налічувалося 19 козацьких дворів з 50 хатами, в яких жило 313 чоловік, 193 хати залежних селян. Більшість покріпаченого населення не мала навіть дворів: тут зареєстровано 137 бездвірних хат.
З ліквідацією соттеного устрою у Гетьманщині, з 1781 року, Чорнобаї у складі Золотоніського повіту Київського намісництва.
За описом Київського намісництва 1781 року в Чорнобаях була 351 хата. За описом 1787 року в селі проживало 1199 душ. Було у володінні різного звання «казених людей», козаків і власників: таємного радника Миколи Неплюєва, колезьких асесорів Петра і Антона Дараганів.
Чорнобай є на мапі 1812 року,
приписані до церкви Іоанна Милостивого у Чорнобаї селище Прилипка (Прилипки) та хутір Боровики(Боровиків) зникли після 1945 року, хутір Констянківка (Константіївка, Константіївський) увійшов у Чорнобай
У XIX ст. Чорнобаї були у складі Золотоніського повіту Полтавської губернії. З середини XIX століття Чорнобай стає волосним центром. Поступово починає розвиватись місцева промисловість. У 1845 році вступив в дію пивоварний завод.
В 1885 році в Чорнобаї налічувалось 982 двори з 5229 жителями. В цьому ж році в селищі відкрито церковно-парафіяльну школу. З кінця XIX століття Чорнобай в документах називається селом.
З 1910 року у селі почали працювати: цегельний завод, 2 парові млини з олійницею і просорушкою, млин з нафтовим двигуном, 63 вітряки, 14 кузень і слюсарних майстерень. Чоловіки міста займались рибальством, плели верші з верболозу, жінки ткали, в'язали та вишивали, 29 чоловік жили з теслярства, 53 — кравецтва, 25 — столярства, 10 — ковальства, 28 — ткацтва. В 1911 в селі закладено фруктово-виноградний розсадник.
В грудні 1919 року територія Золотоніського повіту, до якого входив Чорнобай, була окупована військами Червоної армії. Встановилася окупаційна радянська влада.
У квітні 1923 року Чорнобай став центром однойменного району.
У лютому 1925 в селі організоване машино-тракторне товариство, а у 1926 році артіль «Перемога». В 1929 році створено Чорнобаївську МТС.
З 1927 року тут працювали сельбуд, 4 клуби, 5 бібліотек. З 1931 року почала діяти кіноустановка.
З 1931 року в селі було чотири колгоспи: ім. Ілліча, ім. Ворошилова, ім. Шевченка та ім. Комінтерну. В 1934 році створено організацію «Заготскотвідгодівля».
В результаті Голодомору 1932-1933 років у Чорнобаї, як і в інших районах Черкащини, більшість населення зазнала жахливого голоду. Точна кількість жертв Голодомору в селищі невідома, але вважається, що в селі, як і в багатьох інших регіонах, трагедія забрала життя сотень людей.
19 вересня 1941 року село було окуповане німецькими військами. За роки війни до Німеччини було вивезено 1527 юнаків та дівчат. 27 вересня 1943 року село знову перейшло під контроль Червоної армії. За мужність і відвагу 417 жителів села нагороджені орденами і медалями СРСР. Житель села Шмиг Іван Миколайович нагороджений званням Героя Радянського Союзу та медаллю Золотої Зірки.
23 квітня 1965 року село Чорнобай віднесено до категорії селищ міського типу.
З 1969 року діє краєзнавчий музей.
У 1987 був відкритий спортивний комплекс з басейном
Після розпаду СРСР в 1991 році Чорнобай переходить у юрисдикцію незалежної України. 
В 1999 році в селищі зареєстровано підприємство "Імперіал Плюс", яке спеціалізується на переробці молочної продукції. 
В 2014 рік у контексті Революції Гідності та російської агресії в Криму та на Донбасі, у Чорнобаї відбуваються патріотичні заходи, збір гуманітарної допомоги для військових, формуються волонтерські ініціативи.
В 2020 році у рамках адміністративно-територіальної реформи в Україні було утворено Чорнобаївську селищну громаду, до складу якої увійшли 26 населених пунктів, включаючи селище Чорнобай. Це об'єднання мало на меті покращення управління та розвитку інфраструктури регіону.
В 2022 після початку повномасштабного вторгнення РФ в Україну, Чорнобай долучається до загальнонаціонального опору. Організовано пункти збору допомоги ЗСУ, волонтерські центри, відбувається мобілізація. У громаді транслюється телемарафон "Єдині новини". Станом на 04.04.2025 селище перебуває під контролем Збройних сил України.

## Влада і політика
Орган місцевого самоврядування представляють селищний голова, селищна рада, виконавчий комітет селищної ради. Депутатський корпус селищної ради складається із 30 депутатів.
На території селища зареєстровано осередки політичних партій: СПУ, ВО «Батьківщина», НСНУ, НПУ, ВО «Свобода» та інші.

## Економіка

### Сільське господарство
Традиційно важливе місце в селищі займає сільськогосподарське виробництво, домінуючими підприємствами є СТОВ «Родина», ТОВ «Силікат 1», ВАТ «Чорнобай птиця». Основним напрямком розвитку є зернове та цукрове виробництва, розвивається тваринницьке господарство.

### Промисловість
Чорнобаївські підприємства — ПП Віктор і К «Чорнобай елеватор», ПП «Імперіал плюс».
Зростання обсягів промислового виробництва передбачається в усіх підприємствах селища за рахунок збільшення надходжень сільськогосподарської сировини, яка виробляється в селищі, на переробні підприємства. Також на території селища розташовані: ВУЖКГ, АТП 17149, Райавтодор, КБМП .

### Комунікації

Місцевий будинок зв'язку

У селищі 66,8 км доріг в тому числі 2,7 км у селі Савківка, з твердим покриттям — 55,8 км, у тому числі в селі Савківка 2,7 км.
У Чорнобаї працює місцевий будинок зв'язку, на території селища діють 2 АТС на 3 069 основних номерів, працює 1 905 радіоточок.
Жителям смт. Чорнобай та с. Савківки надходить більше 5 тисяч екземплярів періодичних видань, у тому числі понад 1 200 екземплярів районних газет «Світлий Шлях» та «Наше слово».

### Торгівля
Понад чотирьохсот жителів селища займається підприємницькою діяльністю, на території населеного пункту налічується понад 70 торговельних закладів споживчої кооперації та приватних підприємницьких структур, функціонує супермаркет системи «Укоопспілки». Всебічне сприяння подальшому розвитку підприємництва дозволяє вирішувати питання безробіття, наповнення місцевого бюджету, насичення споживчого ринку.

## Соціальна сфера: медицина і освіта

### Медицина
Медичне обслуговування населення здійснює Чорнобаївська ЦРЛ та ФАП с. Савківки, три приватні стоматологічні клініки. До послуг населення функціонує мережа аптек фармацевтичних закладів «Фармація» та «Ваше здоров'я». Працює центральна аптека № 35 та ще 5 приватних аптек.
Центральна районна лікарня на 170 ліжок має відділення:
- клінічно-діагностичне;
- швидкої та невідкладної допомоги;
- поліклінічне;
- акушерсько-гінекологічне;
- хірургічне;
- травматологічне;
- неврологічне;
- терапевтичне;
- педіатричне;
- анестезіології з ліжками для інтенсивної терапії;
- стоматологічне;
- фізіотерапевтичне;
- соціально-медичної реабілітації дітей-інвалідів «Промінчик».

### Освіта
На території селища функціонують 6 закладів освіти:
- ЗОШ № 1;
- ЗОШ № 2;
- дошкільний навчальний заклад «Селянська»;
- музична школа;
- центр дитячої та юнацької творчості.

Всі ці заклади об'єднують 1494 учнів та студентів, в них працює 241 особа педагогічних та технічних працівників.

## Культура, спорт, пам'ятники
У селищі працюють:

Районний будинок культури

Меморіал

- районний і селищний будинки культури;
- селищний клуб та клуб с. Савківка;
- кінотеатр «Мир»;
- чотири бібліотеки, в тому числі в Чорнобаївській центральній районній бібліотеці — інтернет-центр.

Значним осередком культури є районний краєзнавчий музей, що є філіалом обласного.
Також працює районний стадіон, Палац спорту з 25-метровим плавальним басейном (єдиним у районі).
У Чорнобаї розташована Школа мистецтв, вихованці якої беруть участь в різних міжнародних фестивалях дитячої творчості. Один з них — «Сонце. Радість. Краса» — проходив в болгарському місті Несебир. Вихованці школи брали участь у вокальному та інструментальному жанрах. В результаті піаніст Юрій Кишка посів 1 місце серед інструменталістів. Він, Вікторія Кутова та Руслан Верескун стали дипломантами серед солістів. Більшого успіху досяг фольклорний вокальний гурт «Намистечко» (керівник — Жовтова Тетяна Дмитрівна), який посів 1-е місце серед 11 колективів з усього світу. Окрім цього фестивалю, діти вже посіли призові місця на різних конкурсах в Угорщині, Австрії, Словаччині, Німеччині.
Велику популярність має зразкова танцювальна студія «Фієста» (керівник — Тріандафіліді Лариса Георгіївна), яка є переможцем різноманітних обласних та всеукраїнських хореографічних конкурсів і фестивалів. «Фієста» неодноразово займала призові місця за кордоном. В 2016 році «Фієста» отримала звання народного колективу.
На території Чорнобаю дуже поширена течія КВК. У 2001 році була створена селищна команда КВК «Гарячі голови». У 2005 році команда змінила назву на «Бі-Бі-Сі» і стала володарем Гран-прі Всеукраїнського фестивалю команд КВК «Жарт-птиця — 2005», переможець фестивалю «Жемчужина у моря» 2006, 2007, фіналіст кубку «Асоціація КВК України сезону 2006—2007 рр.» У районі існує районна команда КВК «Дорослі діти» (творчий керівник — Купчин Андрій Іванович) — переможець Всеукраїнського турніру учнівських команд «ПОУМУ», бронзовий призер фестивалю «Жарт-птиця — 2013», переможець Всеукраїнського фестивалю дитячих та юнацьких команд КВК «Первосміх 2013» (м. Лубни), лауреати та учасники багатьох інших фестивалів у містах Вінниця, Житомир, смт Затока, Черкаси. Нині, протягом навчального року, регулярно проводяться змагання шкільних команд КВК.
З 2009 року, проводиться Міжнародний дитячий пісенний фестиваль «Чорнобаївські зорепади» (за підтримки народного артиста України Мар'яна Гаденка).
У селищі встановлено низку пам'ятників і пам'ятних знаків — селищний меморіал воїнів ВВв, який уже за незалежності був доповнений пам'ятними знаками воїнам-інтернаціоналістам і на честь ліквідаторів аварії на ЧАЕС; 22 лютого 2014 року рішенням селищної ради пам'ятник Леніну демонтовано. А 7 квітня 2014 року було встановлено пам'ятник «Морякам — підводникам».
Традиційними для Чорнобаю стало проведення свята селища, в рамках якого визначається найкраща вулиця, найкраща садиба, адміністративне приміщення зразкового благоустрою, найкращий багатоквартирний будинок.

### Релігія
Релігійне життя селища представлене двома православними церквами, церквою Євангельських християн-баптистів, церквою християн адвентистів сьомого дня та 4 релігійними громадами.
У селищі споруджується новий храм Варвари Великомучениці. Коштом парафіян та багатьох меценатів 9 листопада 2012 р. відбулося підняття купола нового храму. Урочистості з цієї нагоди відкрив митрополит Черкаський і Канівський Владика Софроній. Також на території селища розташовується Храм Іоанна Милостивого, який почав своє служіння з 2001 року.

## Персоналії

### Народились
- Боровик Василь Наумович (1925—2007) — український вчений в галузі геометрії та педагогіки, кандидат педагогічних наук, професор.
- Волощенко Аза Кирилівна — український історик.
- Гичка Сергій Григорович — доктор медичних наук, академік АН ВШ України.
- Гузь Микола Михайлович — академік Лісівничої академії наук України, завідувач кафедри лісових культур і лісової селекції Національного лісотехнічного університету України, доктор сільськогосподарських наук, професор.
- Мішалов Марко Васильович — науковець, викладач, дослідник кобзарства.
- Пахар Мар'ян Васильович — латвійський футболіст.
- Ричка Володимир Михайлович — український історик, доктор історичних наук, професор.
- Романицький Борис Васильович — визначний український режисер і актор школи П. Саксаганського. Народний артист СРСР.
- Шмиг Іван Миколайович — Герой Радянського Союзу.
- Хіміч Андрій Іванович — Олімпійський чемпіон, багаторазовий чемпіон Європи, СРСР, заслужений тренер СРСР та України.